# Puente Internacional La Balsa
El Puente Internacional La Balsa o Puente Internacional Integración es uno es uno de los puentes que permiten el cruce de la frontera entre Ecuador y Perú.

## Descripción
La edificación fue construida a inicios de 2003, en esos mismos años es inaugurado con la presencia de los presidentes Lucio Gutiérrez de Ecuador y Alejandro Toledo de Perú.
El puente sirve para la conexión comercial de productos agrícolas y actividades culturales de las ciudades de Zumba al sur de la provincia de Zamora Chinchipe y San Ignacio de la Frontera al norte del departamento de Cajamarca. Las localidades fronterizas que conecta son La Balza en Ecuador y La Balsa en Perú.
El puente cerró en 2020 su pase en ambos lados como medida de control sanitario debido a la pandemia de COVID-19, abriéndose recién en 2022, siendo el último pase internacional entre Ecuador y Perú en normalizar su pase, al año siguiente se aumentó el control por la crisis migratoria venezolana.